# Fleca plaça de la Vila, 28 (Martorell)
La Fleca plaça de la Vila, 28 és una obra del municipi de Martorell (Baix Llobregat) inclosa en l'Inventari del Patrimoni Arquitectònic de Catalunya.

## Descripció
Es tracta d'un habitatge entre mitgeres de planta baixa i dos pisos. L'entrada és un arc escarser que ocupa pràcticament ocupa tota l'amplada de la façana. Tant els muntants com les dovelles que formen l'arc són de pedra picada ben escairada. Al primer i segon pis hi ha dues obertures allindanades, dos balcons amb barana de ferro forjat. Remata l'edifici una cornisa motllurada que amaga la coberta.
A l'interior hi ha una gran entrada de dimensions considerables. Hi hagué un forn i fleca, avui és encara una pastisseria i conserva la seva estructura inicial. El terra és de rajola de fang cuita.